# Boksač (2010.)
Boksač (eng. The Fighter) je biografska sportska drama iz 2010. godine. Film je režirao David O. Russell, a glumačku postavu čine Mark Wahlberg, Christian Bale, Amy Adams i Melissa Leo. Radnja filma se vrti oko profesionalnog boksača Mickya Warda i njegovog polubrata brata Dickya Eklunda. Amy Adams glumi Mickyevu djevojku, a Melissa Leo glumi njegovu majku.
Film je prvo izašao u nekoliko kina u Sjevernoj Americi 17. prosinca 2010., a u Ujedinjenom Kraljevstvu je izašao 4. veljače 2011. godine. 
Film je nominiran za sedam Oscara, uključujući najbolji film i najboljeg redatelja; osvojio je dva Oscara, za najboljeg sporednog glumca Christian Bale i za najbolju sporednu glumicu Melissa Leo.

## Radnja
Micky Ward je irsko-američki boksač u velter kategoriji. Micky dolazi iz radničke obitelji iz Lowella. Majka mu je manager, a Dicky trener. Micky nema baš uspješnu karijeru, te je za većinu boksača laka prepreka.Dicky je bivši boksač,čiji je vrhunac karijere bio kad je bacio Sugar Raya Leonarda u knockdown(meč je prikazan na HBO-u). HBO sada snima dokumentarac o njemu, misleći da se radi o njegovom povratku.
Uoči Mickyeve borbe u Atlantic City-u, njegov se protivnik razbolio,te je preonađen zamjenski boksač teži 18 kilograma od Mickya. Ipak,njegova majka i Dicky prihvaćaju uvjete samo radi zarade. Micky je izgubio meč u vidljivoj nepravdi. Razočaran je svojom karijerom i započinje vezu s Charlene Fleming, bivšom studentskom atletičarkom koja je odustala od atletike i postala konobarica.
Nakon nekoliko tjedana, Alice organizira Mickyu borbu, ali Micky okljeva jer misli da će borba završiti kao prijašnja. Njegova majka i sedam sestara krive Charlene za nedostatak motivacije. Micky spominje da je dobio ponudu da trenira u Las Vegasu, ali Dicky želi da nastavi trenirati s njim. Nakon što Dicky i njegova cura pokradu jednog muškarca, dolazi policija i Dicky počne bježati. Dicky se potukao s policajcem; Micky je to vidio i krenuo pomoći od premlaćivanja, ali policajac mu slomi šaku. Na sudu Dickya pritvore, a Micky je oslobođen; konačno,Micky pere ruke od Dickya.

## Glumci
- Mark Wahlberg -  Micky Ward
- Christian Bale - Dicky Eklund
- Amy Adams - Charlene Fleming
- Melissa Leo - Alice Ward
- Jack McGee - George Ward
- Frank Renzulli - Sal LoNano
- Mickey O'Keefe
- Sugar Ray Leonard

## Reakcije

### Kritike
Boksač je uglavnom dobio pohvale kritike. Kritičari su hvalili uloge Marka Wahlberga, Christiana Balea, Amy Adams i Melisse Leo. Na web stranici Rotten Tomatoes film ima 91% pozitivnih kritika na temelju 225 mišljenja, s prosječnom ocjenom 7,8/10. Kritika se generalno složila: "Vođen zadivljujućim glumačkim trojcem Markom Wahlbergom, Christianom Baleom i Amy Adams, Boksač je solidna filmska zabava i lako predvidiva boksačka drama". Metacritic dao je filmu prosječnu ocjenu 79/100, što ukazuje na "općenito povoljnu recenziju".
S obzirom na to da film uključuje boks časopis Ring također je dao svoju kritiku, rekavši da je izostavljanje trilogije s Arturom Gattijem kao da radite film o životu predsjednika Franklina D. Roosevelta, a da ne uključite Drugi svjetski rat.
Sports Illustrated nazvao je film najboljim sportskim filmom desetljeća i "jednim od najboljih nakon Scorseseovog Razjarenog bika s Robertom De Nirom".
Richard Corliss iz časopisa Time nazvao je nastup Christiana Balea jednim od 10 najboljih filmskih uloga 2010.: "U malom festivalu oporih i ukusnih nastupa, ističe se Melissa Leo kao majka dječaka i Amy Adams kao Mickyjeva djevojka, Bale sjaji najsjajnije u ulozi propalog bivšeg boksača. On pronalazi ljepotu u zvijeri ".

### Nagrade i nominacije
| Nagrade                                 | Nagrade                      | Nagrade                                                       | Nagrade    |
| Nagrada                                 | Kategorija                   | Dobitnik/Nominirani                                           | Rezultat   |
| --------------------------------------- | ---------------------------- | ------------------------------------------------------------- | ---------- |
| Oscar                                   | Najbolji film                |                                                               | nominiran  |
| Oscar                                   | Najbolji redatelj            | David O. Russell                                              | nominiran  |
| Oscar                                   | Najbolji sporedni glumac     | Christian Bale                                                | dobitnik   |
| Oscar                                   | Najbolja sporedna glumica    | Amy Adams                                                     | nominirana |
| Oscar                                   | Najbolja sporedna glumica    | Melissa Leo                                                   | dobitnica  |
| Oscar                                   | Najbolji originalni scenarij | Scott Silver and Paul Tamasy, Eric Johnson i Keith Dorrington | nominirani |
| Oscar                                   | Najbolja montaža             | Pamela Martin                                                 | dobitnica  |
| BAFTA                                   | Najbolji sporedni glumac     | Christian Bale                                                | nominiran  |
| BAFTA                                   | Najbolja sporedna glumica    | Amy Adams                                                     | nominirana |
| BAFTA                                   | Najbolji originalni scenarij | Scott Silver, Paul Tamasy, Eric Johnson i Keith Dorrington    | nominirani |
| Nacionalno udruženje filmskih kritičara | Najbolji film                |                                                               | nominiran  |
| Nacionalno udruženje filmskih kritičara | Najbolji sporedni glumac     | Christian Bale                                                | dobitnik   |
| Nacionalno udruženje filmskih kritičara | Najbolja sporedna glumica    | Amy Adams                                                     | nominirana |
| Nacionalno udruženje filmskih kritičara | Najbolja sporedna glumica    | Melissa Leo                                                   | dobitnica  |
| Nacionalno udruženje filmskih kritičara | Najbolja glumačka postava    |                                                               | dobitnik   |
| Nacionalno udruženje filmskih kritičara | Najbolji originalni scenarij | Scott Silver and Paul Tamasy, Eric Johnson i Keith Dorrington | nominirani |
| Ceh američkih redatelja                 | Najbolji redatelj            | David O. Russell                                              | nominiran  |
| ESPY                                    | Njabolji sportski film       |                                                               | dobitnik   |
| Zlatni globus                           | Najbolji film (drama)        |                                                               | nominiran  |
| Zlatni globus                           | Najbolji redatelj            | David O. Russell                                              | nominiran  |
| Zlatni globus                           | Najbolji glumac (drama)      | Mark Wahlberg                                                 | nominiran  |
| Zlatni globus                           | Najbolji sporedni glumac     | Christian Bale                                                | dobitnik   |
| Zlatni globus                           | Najbolja sporedna glumica    | Amy Adams                                                     | nominirana |
| Zlatni globus                           | Najbolja sporedna glumica    | Melissa Leo                                                   | dobitnica  |
| Ceh američkih glumaca                   | Najbolja glumačka postava    |                                                               | nominiran  |
| Ceh američkih glumaca                   | Najbolji sporedni glumac     | Christian Bale                                                | dobitnik   |
| Ceh američkih glumaca                   | Najbolja sporedna glumica    | Amy Adams                                                     | nominirana |
| Ceh američkih glumaca                   | Najbolja sporedna glumica    | Melissa Leo                                                   | dobitnica  |

## Vanjske poveznice
- Službena stranica
- Boksač u internetskoj bazi filmova IMDb-a
- Rottentomatoes.com
- Boksač na Box Office Mojo